# Waterloo (ABBA의 노래)
〈Waterloo〉(워털루)는 스웨덴의 팝 그룹 ABBA의 노래로, 두 번째 정규 앨범 《Waterloo》의 수록곡이다. 빌보드 핫 100 6위와 영국 싱글 차트 1위를 한 곡이다. 1974 유로비전 송 콘테스트 스웨덴 참가곡이자 대회 우승곡이다.